# ケイヒン配送
ケイヒン配送株式会社（ケイヒンはいそう、英文名称KEIHIN DISTRIBUTION CO.,LTD）は、横浜市に本社のある運送業。「OK便」の愛称による通販商品やカタログの配送、物流センターの運営を中核事業としている。倉庫業のケイヒングループの一員。

## 沿革
- 1972年12月 - 横浜市神奈川区にて、京浜配送株式会社設立
- 1974年4月 - 荷捌き・梱包事業開始
- 1980年9月 - 通信販売商品の流通加工・配送事業開始
- 1982年7月 - 商号をケイヒン配送株式会社に変更、宅配システムに「OK便」の愛称使用開始